# Widnmann-Palais

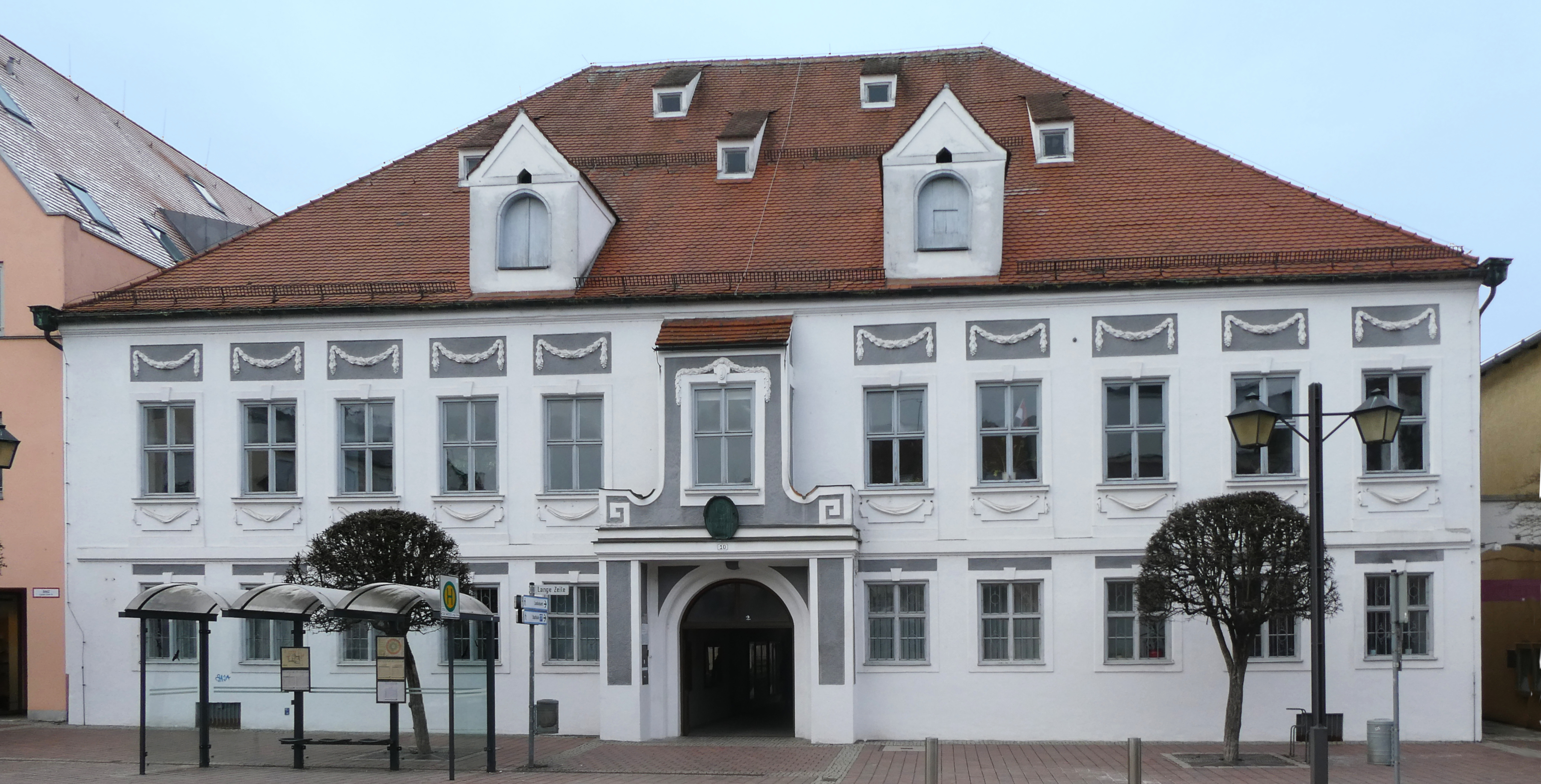
Widnmann-Palais in Erding

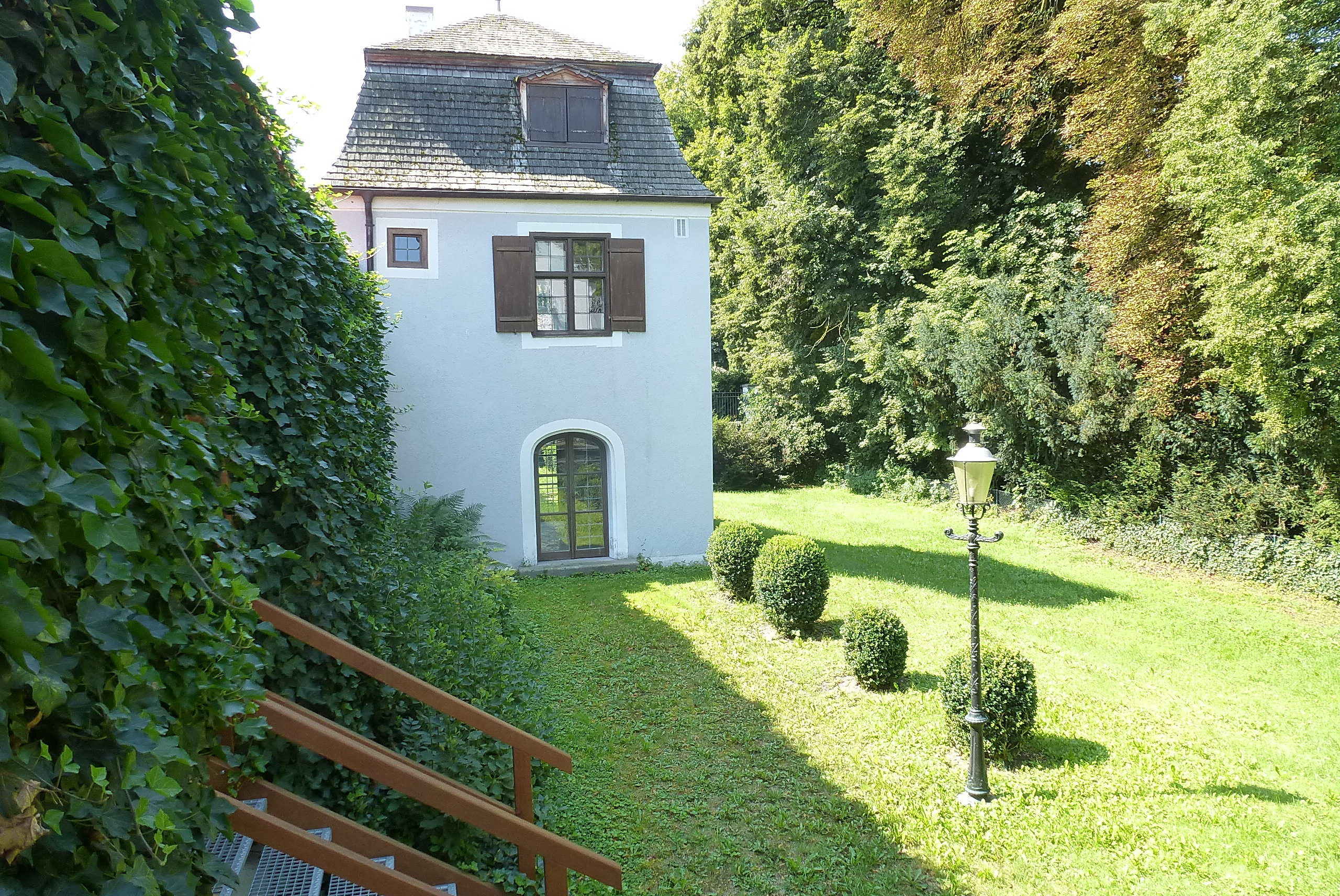
Rückseitiger Gartenpavillon des Widnmann-Palais

Das Widnmann-Palais in Erding, der Kreisstadt des oberbayerischen Landkreises Erding, wurde 1782 erbaut. Das ehemalige Wohnhaus mit der Adresse Lange Zeile 10 ist ein geschütztes Baudenkmal.

## Beschreibung
Das Palais des Freiherrn Joseph von Widnmann wurde im Stil des Klassizismus errichtet. Der zweigeschossige Walmdachbau mit Krangauben besitzt elf Fensterachsen zur Straße und ein Rundbogenportal. Über und unter den Fenstern im Obergeschoss befinden sich Festons aus Stuck, oberhalb als florale Girlande, unterhalb als Tuch gestaltet.  
Ein zweigeschossiger Gartenpavillon mit Mansarddach, der ebenfalls unter Denkmalschutz steht, gehört zum Anwesen. 
Bis 1983 nutzte das Landratsamt Erding die Immobilie sowie erneut ab 2018.